# Fisktjärnen (Kalls socken, Jämtland, 710294-135534)
Fisktjärnen är en sjö i Åre kommun i Jämtland och ingår i Indalsälvens huvudavrinningsområde. Sjön har en area på 0,0802 kvadratkilometer och ligger 566,1 meter över havet. Fisktjärnen ligger i Svenskådalen Natura 2000-område.

## Delavrinningsområde
Fisktjärnen ingår i det delavrinningsområde (710432-135368) som SMHI kallar för Mynnar i Torrön. Medelhöjden är 625 meter över havet och ytan är 15,75 kvadratkilometer. Det finns inga avrinningsområden uppströms utan avrinningsområdet är högsta punkten. Vattendraget som avvattnar avrinningsområdet har biflödesordning 2, vilket innebär att vattnet flödar genom totalt 2 vattendrag innan det når havet efter 389 kilometer. Avrinningsområdet består mestadels av skog (25 procent) och kalfjäll (64 procent). Avrinningsområdet har 0,21 kvadratkilometer vattenytor vilket ger det en sjöprocent på 1,3 procent.